# Semiempirie

Ablauf der semi-empirischen Modellbildung

Die Semi-Empirie oder Semi-Empirik ist ein Hybridansatz der Wissenschaft, der etablierte Theorie mit gezielter Empirie verknüpft und erweitert. Wenn bei einer Forschungsfrage zwar grundlegende logische oder mathematische Zusammenhänge naheliegen, jedoch die genauen Parameterwerte der einzelnen Formelinhalte unbekannt sind, so kann ein gezielter semi-empirischer Ansatz zielführend sein.

## Semi-Empirische Methode
Semi-Empirie zeichnet sich durch drei Elemente aus:
- Kombination von Theorie und Empirie: Semi-empirische Ansätze versuchen, theoretische Überlegungen mit empirischen Beobachtungen zu verbinden.
- Flexibilität: Sie erlaubt Anpassungen des theoretischen Rahmens basierend auf empirischen Erkenntnissen und umgekehrt.
- Iterativer Prozess: Semi-Empirie kann als ein Prozess verstanden werden, in dem sich Phasen der Theoriearbeit und der empirischen Forschung abwechseln.

Ein Sachverhalt wird zunächst bestmöglich durch einen theoretisch gültigen Formalismus beschrieben, zentrale Teile des Formalismusses werden geschickt zusammengefasst und anschließend durch experimentelle Untersuchungen und deren bestmögliche Passung empirisch ergänzt. Erzielt diese Passung im Rahmen der Modellgrenzen eine ausreichende Vorhersagekraft, so gilt der Prozess als abgeschlossen. Andernfalls wird die theoretische Grundlage verfeinert und die Messung mit i. d. R. mehr Parametern wiederholt.

## Beispiele für semi-empirische Verfahren

### Semi-empirische Bethe-Weizsäcker-Formel
Theorie und Vereinfachung: Die Bindungsenergie eines Atoms setzt sich aus fünf Bestandteilen zusammen. Bei konstant angenommener Dichte bedeutet ein großes Volumen, dass wegen der starken Kernkraft grundsätzlich viele Bindungen existieren. An der Oberfläche ist die Anzahl dieser Kräfte jedoch aufgrund weniger Nachbarn geringer. Wegen der Coulomb-Abstoßung der Protonen werden diese Bindungsenergien weiter abgeschwächt. Aufgrund des ungleichen Verhältnisses aus Protonen und Neutronen – besonders in großen Atomen – muss ein Symmetrie-Korrekturterm eingeführt werden. Außerdem muss das Modell berücksichtigen, dass Kerne mit gerader Protonen- und Neutronenzahl signifikant stabiler sind. Die Gewichtungs-Parameter der einzelnen Termbestandteile sind jedoch unbekannt.
{\displaystyle E_{\text{Bindung}}=E_{\text{Volumen}}-E_{\mathrm {Oberfl{\ddot {a}}che} }-E_{\text{Coulomb}}-E_{\mathrm {Symmetrie} }\pm E_{\text{Paarung}}}
{\displaystyle E_{\text{Bindung}}=a_{\mathrm {V} }\cdot A-a_{\mathrm {O} }\cdot A^{\frac {2}{3}}-a_{\mathrm {C} }\cdot Z\cdot (Z-1)\cdot A^{-{\frac {1}{3}}}-a_{\mathrm {S} }\cdot {\frac {(N-Z)^{2}}{4A}}+{\begin{cases}+a_{\mathrm {P} }\cdot A^{-{\frac {1}{2}}}&\mathrm {f{\ddot {u}}r} {\text{ gg-Kerne}}\\0&\mathrm {f{\ddot {u}}r} {\text{ ug- und gu-Kerne}}\\-a_{\mathrm {P} }\cdot A^{-{\frac {1}{2}}}&\mathrm {f{\ddot {u}}r} {\text{ uu-Kerne}}\end{cases}}}

Tröpfchenmodell

Empirie: Die fünf Parameter der Formel {\displaystyle a_{\mathrm {V} },a_{\mathrm {O} },a_{\mathrm {C} },a_{\mathrm {S} },a_{\mathrm {P} }} werden experimentell bestimmt, indem die Bindungsenergien für mindestens fünf Atomkerne untersucht werden. Die Zahlen sind daher in der Literatur je nach zugrunde liegenden Kernen schwankend.
Semi-Empirie:
Mit {\displaystyle a_{\mathrm {V} }\approx 15{,}67~\mathrm {MeV} } , {\displaystyle a_{\mathrm {O} }\approx 17{,}23~\mathrm {MeV} }, {\displaystyle a_{\mathrm {C} }\approx 0{,}714~\mathrm {MeV} }, {\displaystyle a_{\mathrm {S} }\approx 93{,}15~\mathrm {MeV} } und {\displaystyle a_{\mathrm {P} }\approx 11{,}2~\mathrm {MeV} } bietet das Modell eine gute Vorhersagekraft für mittelgroße bis große Atomkerne, deren Atomzahl nicht den Magischen Zahlen angehören.

### Aerodynamische Reibungskraftanalyse nach Messner
Theorie und Vereinfachung: Das Abbremsverhalten beim Ausrollvorgang von Landfahrzeugen (in turbulenten Luftströmungen) wird maßgeblich von zwei Kraftarten bestimmt:
- Die konstant wirkenden Kräften, z. B. Rollreibungskraft der Reifen und Kugellager, auch der Hangabtriebskraft der Teststrecke.
  - Die Rollreibung wird pro Reifen und pro Kugellager gemäß {\displaystyle F_{\mathrm {R} }=\mu \cdot F_{\mathrm {N} }} mit der jeweils lokal anliegenden Normalkraft {\displaystyle F_{\mathrm {N} }=m_{\mathrm {lokal} }\cdot g} berechnet, wobei die Koeffizienten {\displaystyle \mu } und die Belastungen {\displaystyle F_{\mathrm {N} }} in der Realität höchstens grob abschätzbar sind.
  - Die Hangabtriebskraft ist mit {\displaystyle F_{\text{HA}}=F_{\text{G}}\cdot \sin \alpha =m\,g\sin \alpha } gegeben, wobei der Hangneigungswinkel {\displaystyle \alpha } außerhalb der Laborbedingungen stark schwankt.
- Der Luftwiderstand, der quadratisch mit der Geschwindigkeit ansteigt und für den auch die Windstärke und -richtung beachtet werden muss. Die meisten Parameter der Formel {\displaystyle F_{\mathrm {W} }={\frac {1}{2}}\,c_{\mathrm {W} }\,A\,\rho \,v^{2}} sind dabei unbekannt: Der Strömungswiderstandskoeffizient {\displaystyle c_{\mathrm {W} }} lässt sich bestenfalls aus anderen Experimenten mit ähnlichen Fahrzeugen abschätzen, die Stirnfläche {\displaystyle A} muss zum Fahrzeug passend bestimmt werden, die Luftdichte {\displaystyle \rho } kann den aktuellen Wetterdaten entnommen werden. Die Geschwindigkeit {\displaystyle v} muss zudem vektoriell um die Windgeschwindigkeit bereinigt werden (siehe auch: Fluggeschwindigkeit und der Unterschied zwischen Groundspeed und Airspeed).

Die konstanten Kräfte werden zusammen unter dem Parameter {\displaystyle R} und die Einflüsse auf den Luftwiderstand unter dem Parameter {\displaystyle L} gemäß Superposition zusammengefasst:
{\displaystyle F_{ges}=F_{R}+F_{HA}+F_{L}(v)}
{\displaystyle F_{ges}=R+L\cdot v^{2}}
Empirie: Wird ein Fahrzeug von einer möglichst hohen Geschwindigkeit ausschließlich durch die oben beschriebenen Kräfte abgebremst, indem man es ausrollen lässt, so sind die Parameter {\displaystyle R} und {\displaystyle L}  aus den Zeit-Orts-Messdaten für das jeweilige Fahrzeug bestimmbar. Für diesen Abgleich zwischen Modell und Realität eignet sich z. B. die Methode der kleinen Schritte.
Semi-Empirie: Für ein E-Mountainbike ergeben sich beispielsweise die Parameter {\displaystyle R\approx 5{,}5~\mathrm {N} } und {\displaystyle L\approx 0{,}22~\mathrm {N/(m/s)^{2}} }. Diese ermöglichen wiederum Rückschlüsse auf einerseits die Reibungskoeffizienten der Reifen und Kugellager und andererseits auf den Strömungswiderstandskoeffizienten {\displaystyle c_{W}} des Fahrzeugs.

### Weitere Beispiele
- „Zero Differential Overlap“-Approximation nach Karl Jug[5]

- Allgemeinen Näherungen der Hartree-Fock-Matrix, z. B. die Hückel-Näherung[6]